# Aika Mitsui
Aika Mitsui (光井 愛佳?, Mitsui Aika; Ōtsu, 12 gennaio 1993) è una cantante e ballerina giapponese.

## Biografia
Entra nelle Morning Musume nel 2006, all'età di 14 anni.
Nel dicembre del 2006 supera le audizioni per entrare a far parte delle Morning Musume; il primo singolo a cui partecipa è Egao Yes Nude nel febbraio del 2007.
Nell'ottobre dello stesso anno entra a far parte della nuova unit chiamata Athena & Robikerottsu assieme a Saki Nakajima, Chisato Okai e Risa Niigaki. 
Durante un concerto nel 2011 si è fratturata un'anca, ragion per cui non ha potuto partecipare a numerosi concerti.
Nel 2012 ha dovuto lasciare improvvisamente il gruppo a causa della sua salute.